# L'Escaleta (Hortoneda)
L'Escaleta és un paratge del terme municipal de Conca de Dalt, a l'antic terme d'Hortoneda de la Conca), al Pallars Jussà. És en territori del poble d'Hortoneda.
Està situat al costat mateix, al nord-est, d'Hortoneda, a l'esquerra del barranc de Llabro, al nord de les Ribes i al sud-est de la Colladeta.